# 張達明 (法律學者)

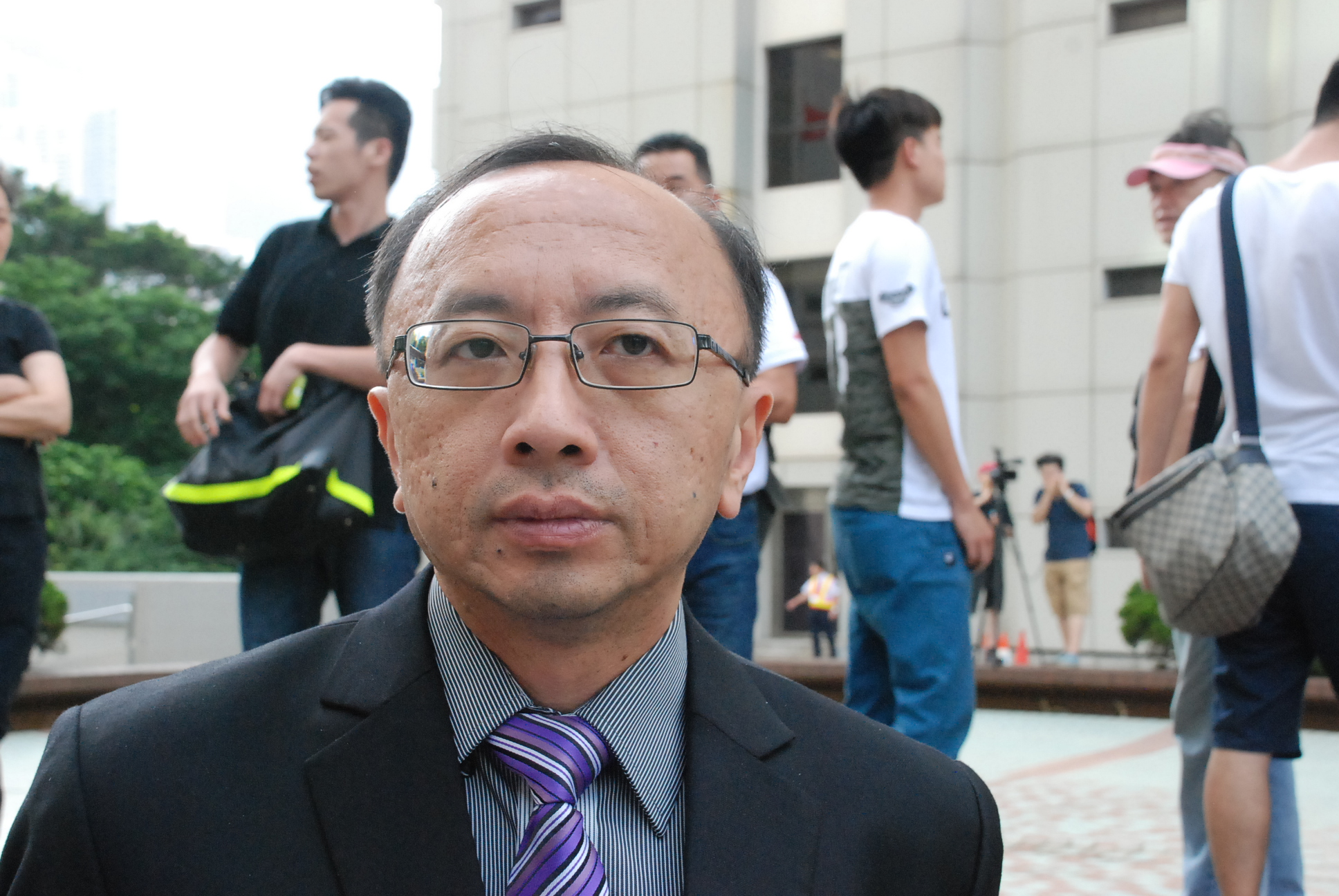
張達明於2014年6月27日參與法律界黑衣靜默遊行

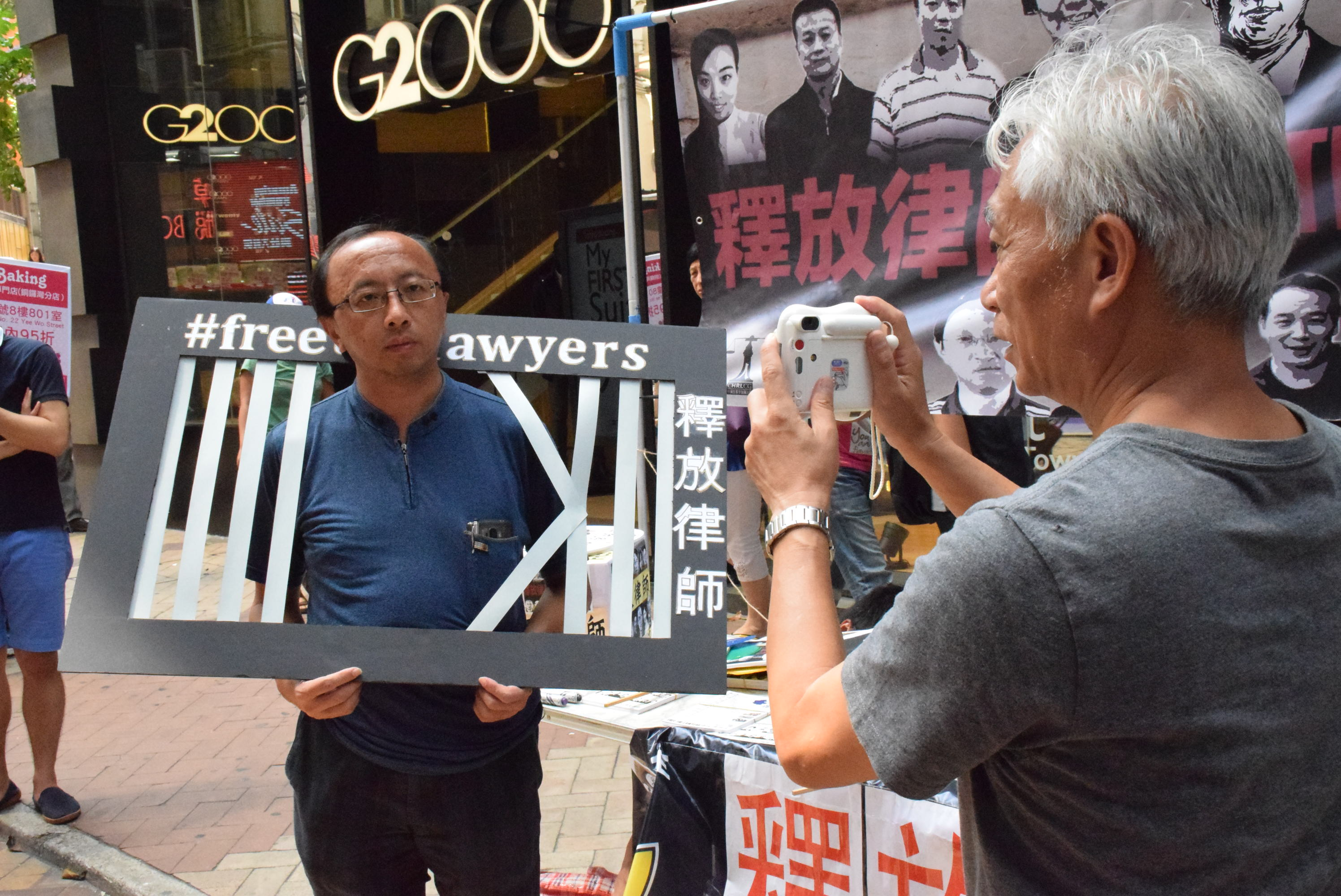
張達明於2015年8月9日參與「一人一照片」行動，要求中國當局釋放律師

張達明（1963年7月12日—），男，香港法律學者，香港大學法律學院首席講師。早年就讀於民生書院小學（1975年畢業）、民生書院（1981年中五畢業）以及皇仁書院（1983年預科畢業），在皇仁書院就學時與前律政司司長黃仁龍為同學。他後來入讀香港大學法律學院及取得法律深造證書。1996年起加入香港大學法律學院擔任助理教授。他過去也曾經擔任大量公職。2014年起任法學院首席講師。

## 事件
2017年7月，時值香港特區政府公佈廣深港高鐵香港段西九龍站實施「一地兩檢」方案詳情，張達明在接受電台訪問時指一地兩檢方案中有很多自相矛盾地方，例如透過《基本法》第20條授權，一個屬於香港的地方但行使內地法律，「然而在6個範疇又可獲豁免繼續沿用香港法律，是衝擊香港法律」。他又指可悲的是不可透過法律來質疑這個決定及現時似乎已不能靠《基本法》約束中央權力，只能依靠政治或中央自我約束。
2018年1月底，香港眾志周庭被確定立法會補選參選提名無效，張達明批評選舉主任僅透過簡單邏輯和網上資料搜集即推測周庭必然是不真誠地簽署確認書及不真誠擁護《基本法》，是嚴重違反程序公義、「已經去到一個好人治的地步」和「赤裸裸的政治審查」，以及「無限演繹」參選人的政治聯繫。
2018年5月，張達明參選香港律師會理事，他稱與一些年輕律師談過，有感在當時局勢下有責任為行業出一分力，強調若法治受衝擊和威脅，律師會是責無旁貸，應堅定而有尊嚴地表達意見，向公眾解釋法治問題。
2019年11月，反對逃犯條例修訂草案運動期間，反修例示威者與香港警察在香港理工大學周邊爆發的香港理工大學衝突示威者佔領理工大學布下封鎖線並製造大量氣油彈,投石機,弓箭進行對抗，激烈對抗正進行得如火如荼。警察封鎖了校園，要以暴動罪檢控從校園離開的人士。多名示威者被警察包圍在香港理工大學校園多天，期間雙方衝突不斷。18日，張達明與曾鈺成、林大輝及一批中學校長在晚上前往理工大學。張達明表示，走出校園不代表自首及投降，亦保證示威者不會被警員暴力對待，籲留在理大人士和平離開。最終他們陪伴多於三百名留守理工大學的人士，安全離開校園，當中超過一半是18歲以下的年輕人。
2020年9月，張達明在香港電台的訪問中稱，香港警方和律政司現時的拘捕和檢控手法，令他感到越來越不熟悉香港法律。他指，香港人過去可以享有言論自由，可以尊重多元表述，巿民可在政府施政不理想時猛烈批評，「但而家好似越嚟越唔得，變成一個幾極權嘅社會」。

## 軼事
張達明與香港藝人張達明（英語：Cheung Tat Ming）同名同姓。蓋二人皆有抗癌經歷，其中藝人張達明曾為癌症患者，學者張達明之妻則因癌症病逝，故二人曾同時獲香港防癌會邀請，出席於2013年12月8日舉辦之首屆香港防癌日活動，分享抗癌之心路歷程。